# Тарновская, Мария Николаевна
Мария Николаевна Тарновская, урождённая графиня Мария Николаевна О’Рурк (англ. Maria Tarnowska; 9 июня 1877, Полтава, Российская империя — 23 января 1949, Санта-Фе, Аргентина) — российская дворянка, которая приобрела международную известность, представ перед судом за подстрекательство к убийству одного из своих любовников. Её судебный процесс в Венеции в 1910 году и последующее осуждение привлекли внимание средств массовой информации внимание с обеих сторон Атлантики и стало предметом различных книг (Анны Виванти, Ханс Хабе и др.).

## Биография
Родилась 9 июня 1877 года в Полтаве. Дочь графа Николая Морицовича О’Рурка (1834—1916), русского морского офицера ирландского происхождения, и его второй жены Екатерины Петровны Селецкой (1850—1905), дворянки казацкого происхождения. После окончания Института благородных девиц Мария познакомилась с Василием Васильевичем Тарновским (1872—1932), старшим сыном известного производителя сахара и мецената Василия Васильевича Тарновского (1837—1899). Родители были против отношений молодых людей. Василий Тарновский и Мария О’Рурк обвенчались тайно, и родителям пришлось признать их брак. После замужества она сменила фамилию на Тарновская. В 1897 году Мария родила первого сына — Василия.
Мария Тарновская много путешествовала, потому что верила, что это поможет ей справиться с болезнью. Во время поездки в Геную, пытаясь лечить свои болезни, она заболела брюшным тифом. Это было следствием психологического состояния Марии и гинекологических заболеваний. Мария снова забеременела, родила дочь Татьяну (1899—1994). Её муж полностью игнорировал жену и даже во время рождения сына не был рядом с ней, а пил в баре. Позже он бежал и жил с балериной.
Мария Тарновская всегда была на грани безумия. Много кто был шокирован и не верил, что высокая интересная женщина с каштановыми волосами и сладким чувственным голосом, элегантная и изысканная, посещавшая крупные салоны Европы, способна придумать преступления.
Врачи утверждали, что её семья имела психологические проблемы. Она была зависима от таких наркотиков, как эфир, морфин и кокаин, даже принимала смертельную дозу. Она лечилась от бешенства после укуса собакой, что также имело осложнения для её нервной системы. Врачи считали, что все ее проблемы происходят от гинекологических заболеваний. Когда она неофициально рассталась с графом Тарновским, то согласилась с графом, что один из детей, Василий, останется с ней, а дочь Татьяна с ним. Она была очень близка с сыном, даже на суде это было актуально, поскольку врачи и адвокаты использовали эту привязанность как повод. Кроме того, у её мужа Василия Тарновского был младший брат Пётр, который покончил жизнь самоубийством из-за неразделённой любви к невестке. Мария также страдала от клаустрофобии, она не любила помещения с закрытыми дверьми, потому что верила в идею, что с другой стороны дверей есть мёртвые люди. На самом деле она была психопатом.

## Любовники
У Марии Тарновской было много любовников, среди которых Стефан Боржевский, с которым она жила в родовом имении, пока её муж Василий Тарновский находился в Киеве. Вскоре Тарновский стрелял в Боржевского из пистолета и смертельно ранил его в шею. Василий Тарновский был помещён под домашний арест, а после суда оправдан. У Марии была связь с графом Павлом Голенищевым-Кутузовы-Толстым, дальним родственником её мужа Василия. Между Тарновским и Голенищевым состоялась дуэль на шпагах, но она ничем не закончилась. «Чёрная вдова», как называли Марию Тарновскую, довела до самоубийства барона Владимира Шталя, который без памяти влюбился в неё. Барон Шталь бросил ради любовницы свою семью и увёз её в Ялту. Первый отправлял наркотики графини для борьбы с сильной болью. Он также прислал ей письма, в которых выражал преданность. Мария считалась чрезвычайно страстной женщиной, завораживая даже присутствовавших на суде. Барон фон Шталь застраховал свою жизнь на имя Тарновской и покончил с жизнью спустя два дня у анатомического театра.
Любовником графини Марии Тарновской также был Донат Прилуков, московский адвокат, специалист по коммерческим и гражданским делам. Он долго сопротивлялся чарам графини. Прилуков привёз Тарновскую в Москву и снял для неё особняк на Садовой-Кудринской. Тарновская с её любовью к роскоши стоила Прилукову в среднем 4 тысячи рублей в месяц.
В конце концов Прилуков бросил свою жену и троих детей, украл деньги у клиентов (80 000 руб.) и повёз Тарновскую во Французский Алжир. А когда средства закончились, любовники стали думать, как пополнить бюджет. В то время во Французском Алжире отдыхал богатый граф Павел Евграфович Комаровский со своей больной супругой Эмилией. Комаровский тут же увлёкся Марией Тарновской. Павел Комаровский занимался благородными дворянскими делами: организатор съезда российских пожарных, любитель искусств, жертвователь в Орловский губернский музей, владелец большой библиотеки. После смерти своей жены Комаровский сделал предложение Тарновской. Тарновская обещала связать свою судьбу с графом сразу после развода с Василием Тарновским. И они отправились в Орёл. Представив Марию Николаевну родственникам, Комаровский отправился в Венецию, чтобы купить там палаццо, где собирался поселить любимую. В Орле у Тарновской появился новый молодой любовник, дворянин Николай Наумов, сын пермского губернатора. Николай Наумов влюбился в Тарновскую немедленно и страстно. Он даже написал поэму в честь графини, где клялся быть ей верным до гроба. Она легко манипулировала им, как и всеми другими. Наумов был молодым человеком, который имел наследственные психологические проблемы, которые также связаны с травмой, которую он испытал, когда тонул в реке Волга, когда ему было 16 лет. Он также был алкоголиком, а Мария была склонна к мазохизму.
Комаровская с Прилуковым обговорили подробности и начали действовать. Необходимо было обворовать графа Комаровского, а затем убить его так, чтобы не вызвать подозрений. Павел Евграфович отдал Марии Тарновской 80 тысяч рублей; составил страховой полис на её имя на 500 000 франков и завещал ей все движимое и недвижимое имущество. Мария Николаевна настояла на том, чтобы в договор о страховке вписали пункт о том, что все деньги она сможет получить и в случае насильственной смерти графа. С этого момента судьба графа Комаровского была решена.
4 сентября 1907 года в Венеции в своём доме был смертельно ранен граф Павел Евграфович Комаровский. В него сделал четыре выстрела из пистолета Николай Наумов, любовник Тарновской. На второй день после ранения и операции Комаровский умер в городской больнице. Полиция задержала Николая Наумова в Вероне, в венской гостинице был взят Донат Прилуков, а Мария Тарновская и её горничная Элиза Перье были задержаны в поезде, идущем в Вену. Тарновская переведена в тюрьму Ла-Джудекка в Венеции, где должен был состояться суд.

## Приговор
Следствие тянулось два с половиной года. Было допрошено 250 свидетелей, привлечено 22 эксперта, из них 9 психиатров. Результатом работы итальянской юстиции стали 34 тома на трёх языках: русском, итальянском и французском. Судебный процесс получивший местное название «Русское дело» (il caso russo), начался в пятницу 5 марта 1910 года и продолжился до 20 мая того же года. Было проведено 48 слушаний. Во время процесса присутствовали выдающиеся личности: актёры, герцоги.
Защита заявила, что главная причина расстройств Тарновской заключается в том, что она никогда не встречала действительно доброго, преданного и честного человека. Защита пыталась оправдать действия Марии зависимостью и болезнями.
Элизу Перье оправдали. Николай Наумов приговорён к 3 годам 4 месяцам тюрьмы, Мария Тарновская — к 8 годам 4 месяцам, а Донат Прилуков — к 10 годам.
Тарновская была переведена в тюрьму в Трани на юге Италии, где находилась до июня 1915 года, когда она досрочно освобождена за образцовое поведение.

## Последние годы жизни
Рассказы о жизни Марии Тарновской после её освобождения в лучшем случае отрывочны. Известно, что в компании американского дипломата она эмигрировала в Южную Америку вскоре после освобождения под вымышленным именем «Николь Руш» (англ. Nicole Roush). В 1916 году она жила в Буэнос-Айресе с новым любовником, французом Альфредом де Вильмером, и называла себя «мадам де Вильмер». Есть сообщения о том, что она управляла магазином по продаже шёлка и других украшений.
Альфред де Виллемер умер в 1940 году; Мария умерла 23 января 1949 года. Её тело было перевезено обратно в Украину (тогда СССР), где она была похоронена в своей семейной усыпальнице.

## В культуре
Итальянский режиссёр Лукино Висконти работал над обработкой фильма под названием «Процесс Марии Тарковской» («Суд над Марией Тарковской»), с Роми Шнайдер в главной роли, но он так и не был снят. Съемки планировалось начать в 1966 году в Венеции.
На эту тему в 1977 году был создан многосерийный фильм под названием «Суд над Марией Тарновской» (Il processo di Maria Tarnowska), режиссёр Джузеппе Фина.